# Ånholm (vid Kivimo, Houtskär)
Ånholm är en halvö på nordvästra Kivimo i kommundelen Houtskär i Pargas stad i landskapet Egentliga Finland.
Efter ett myndighetsbeslut 2007 grävdes en kanal på östra Ånholm för att förbinda Ånholms fladan i söder med Djupfjärden i norr. Syftet med kanalen var att förbättra vattenväxlingen i Ånholms fladan och förmildra effekterna av en fiskodling norr om holmen Penlot i Djupfjärden.

## Etymologi
Förledet i Ånholm kommer från fornsvenskans 'arn' för örn. I dialekt har a-ljudet förlängts och övergått till å. Öar med namnen Ånholm eller Ånholmen förekommer i Finland i Brändö och Kumlinge på Åland, i Åbolands skärgård och i Borgå.